# Val-de-Ruz
Val-de-Ruz je obec v kantonu Neuchâtel na západě Švýcarska. Má přibližně 17 tisíc obyvatel.
Obec vznikla k 1. lednu 2013 sloučením politických obcí Boudevilliers, Cernier, Chézard-Saint-Martin, Coffrane, Dombresson, Engollon, Fenin-Vilars-Saules, Fontainemelon, Fontaines, Les Geneveys-sur-Coffrane, Les Hauts-Geneveys, Montmollin, Le Pâquier, Savagnier a Villiers. Zahrnuje tedy všechny obce okresu Val-de-Ruz s výjimkou obce Valangin (od roku 2021 součást města Neuchâtel).

## Geografie
Obec Val-de-Ruz leží ve stejnojmenném údolí v Neuchâtelském Jurovi mezi městy Neuchâtel a La Chaux-de-Fonds. Sousedními obcemi jsou Lignières a Laténa na východě, Neuchâtel na jihu, Rochefort na jihozápadě, Brot-Plamboz a La Sagne na západě, La Chaux-de-Fonds na severozápadě (všechny v kantonu Neuchâtel) a Renan, Sonvilier, Saint-Imier, Villeret a Nods v kantonu Bern.